# پراجکت زیرو ۲: نسخه وی
پراجکت زیرو ۲: نسخهٔ وی (به ژاپنی: 零 〜眞紅の蝶〜 Zero ~Shinku no Chou~) یک بازی ویدئویی در سبک ترس و بقا است که توسط کویی تکمو ساخته شده و به‌وسیلهٔ نینتندو به‌طور انحصاری برای کنسول وی منتشر شده است. این بازی به عنوان یک نسخه بازسازی شده از بازی فیتال فریم ۲: پروانه خونین به‌شمار می‌رود که در ابتدا برای کنسول‌های پلی‌استیشن ۲ و ایکس‌باکس عرضه شده بود. پراجکت زیرو ۲: نسخه وی در ۲۸ ژوئن ۲۰۱۲ در ژاپن و استرالیا و ۲۹ ژوئن ۲۰۱۲ در اروپا منتشر شد. داستان بازی روایتگر خواهران میو و مایو آماکورا است در حالی که در دهکده‌ای پر از ارواح که توسط یک مراسم ناموفق نفرین شده، گرفتار شده‌اند. روند بازی شخصیت میو را دنبال می‌کند که در روستا در جستجوی خواهرش مایو است و با استفاده از یک دوربین تاریکخانه‌ای پر کاربرد در مجموعه بازی‌های فیتال فریم، با ارواح مبارزه می‌کند. این نسخه همچنین شامل پایان‌های جدید و یک مینی گیم آرکید است.